# Алексеј Овчињин
Алексеј Николајевич Овчињин (рус. Алексей Николаевич Овчинин; рођен 28. септембра 1971. у Рибинску, СССР) руски је космонаут и потпуковник РРВ. За космонаута је од стране агенције Роскосмос изабран 11. октобра 2006. године. Основну обуку завршио је почетком јуна 2009. године. У септембру 2013. учествовао је у астронаутској обуци „Кејвс” (енгл. Caves) Европске свемирске агенције у пећинама на Сицилији. Изабран је за члана резервне посаде летелице Сојуз ТМА-16М. Први пут полетео је у свемир у марту 2016. године, летелицом Сојуз ТМА-20М и био је члан Експедиције 47/48 на Међународној свемирској станици.
У браку је са Светланом, и имају ћерку Јану (2007). У слободно време бави се ловом, риболовом и слуша музику.